# Американо-испанские отношения
Американо-испанские отношения — двусторонние дипломатические отношения между США и Испанией. Отношения были установлены в 1785 году и разрывались дважды (в период с 21 апреля 1898 года по 16 июня 1899 года; с 1946 по 1951 года).
Государства являются членами ООН, НАТО и Совета евроатлантического партнерства, ОБСЕ, ОЭСР, МВФ, Всемирного банка и ВТО. Испания также является наблюдателем в ОАГ.

## История
Основу отношений заложила колонизация Испанией территорий Америки в XV веке. На территории современной США были основаны поселения (Сан-Хуан, Сент-Огастин) и колонии (в Нью-Мексико и Калифорнии, Техасе и Аризоне).

Отношения между странами были установлены во время войны за независимость США, в конце XVIII века. Первый двухсторонний договор между государствами был заключен в 1795 году о дружбе, границах и мореплавании, определяющий двухсторонние отношения между испанскими территориями Новой Испании и США.

Марка, посвященная 400-летнему юбилею Сент-Огастина

В период 1898—1899 годов, дипломатические отношения между странами были разорваны из-за Испано-американской войны, в которой Испания потерпела поражение и утратила контроль над Пуэрто-Рико, Марианскими островами, Гуамом и Филиппинами.
В период с 1937 по 1939 года, во время гражданской войны в Испании, около 3000 американцев сражались на ее территории, в составе батальона Линкольна.

## Военно-техническое сотрудничество
В настоящее время страны являются членами НАТО; между ними заключены двусторонние соглашения о взаимной помощи и сотрудничестве в сфере обороны. В соответствии с ними, Испания разрешила США использовать для своих целей испанские военные объекты (база ВМФ Рота и база ВВС Морено). В 2012, 2015 и 2022 годах годах в эти соглашения были внесены изменения для возможности расширения размещаемого штата техники и персонала. В 2011 году Испания объявила о своем намерении разрешить США разместить средства противоракетной обороны на юге страны. В 2022 году в Испании прошел саммит НАТО, в котором принимали участие обе страны.
Государства сотрудничают в сфере борьбы с терроризмом и входили в состав коалиции за разгром ИГИЛ. В 2002 году США включили в список террористов 21 члена организации ETA. В 2020 году Испанией в Ираке было развернуто более 500 человек для обучения сил безопасности страны.

## Торгово-экономические отношения
Многие компании США направляют свои испанские инвестиции и операции через третьи страны.

## Культурно-гуманитарное сотрудничество
НАСА и INTA совместно управляют Мадридским комплексом связи, который является одним из крупнейших в составе НАСА, в дальнем космосе для осуществления миссий по исследованию околоземной орбиты и солнечной системы.
Между странами подписано соглашение о культурном и образовательном сотрудничестве, в соответствии с которым проводятся образовательные, профессиональные и культурные программы обмена. Испания является третьим по популярности местом для американских студентов. С 1958 года работает американо-испанская двусторонняя программа Фулбрайта для аспирантов, докторантов и приглашенных профессоров.
Также в США есть отделения института Сервантеса в Чикаго, Бостоне, Нью-Мексико, Нью-Йорке; класс изучения испанского языка в кампусе Вашингтонского университета; культурный центр иберо-американского сотрудничества в Майами.

## Дипломатические миссии
Испания, кроме посольства страны в Вашингтоне, имеет генеральные консульства в Бостоне, Чикаго, Хьюстоне, Лос-Анжелесе, Майами, Нью-Йорке, Сан-Франциско, Пуэрто-Рико.
США, кроме посольства в Мадриде, имеет генеральное консульство в Барселоне и консульские отделы в Лас-Пальмас, Малаге, Пальма де Майорка, Севильи, Валенсии.